# Friends with Better Lives
Friends with Better Lives là một loạt phim hài kịch tình huống do Dana Klein sáng lập. Loạt phim này được công chiếu trên đài CBS vào ngày 31 tháng 3 năm 2014, và tham gia mùa truyền hình năm 2013–14 tại Hoa Kỳ.
Vào ngày 10 tháng 5 năm 2014, đài CBS đột ngột hủy bỏ loạt phim này, trong khi chỉ có 5 tập được phát sóng. Cũng trong ngày đó, Friends with Better Lives được ghi nhận chào mua bởi một nhà đài khác. Tình trạng của 4 tập phim còn lại vẫn chưa được tiết lộ và có báo cáo được trình chiếu trên kênh DSTV tại khu vực Nam Phi.

## Nội dung phim
Phim kể về câu chuyện của một nhóm bạn gồm 6 người: Will (James Van Der Beek) một bác sĩ vừa li dị với vợ cũ: Jules (Brooklyn Decker) và Lowell (Rick Donald) - một cặp tình nhân vừa đính hôn; Kate (Zoe Lister-Jones) một người phụ nữ độc thân và thành đạt, nhưng luôn là người luôn gặp xui xẻo trong việc hẹn hò với ai đó; Andi (Majandra Delfino) và Bobby (Kevin Connolly) một cặp vợ chồng hạnh phúc đã có một đứa con và đang mang thai lần hai.

## Dàn diễn viên
- James Van Der Beek trong vai Will Stokes, một bác sĩ phụ khoa vừa mới li dị vợ.
- Majandra Delfino trong vai Andi Lutz, một người phụ nữ hạnh phúc cùng với gia đình của mình.
- Zoe Lister-Jones trong vai Kate McLean, một nữ doanh nhân thành đạt nhưng lại gặp xui xẻo trong việc tìm người yêu.
- Brooklyn Decker trong vai Jules Talley, một nữ người mẫu và diễn viên kết hôn cùng Lowell.
- Kevin Connolly trong vai Bobby Lutz, một nam bác sĩ phụ khoa êm ấm cùng gia đình với Andi
- Rick Donald trong vai Lowell Peddit một người hoạt động vì môi trường đứng đắn và đính hôn cùng Jules.

## Sản xuất và phát triển
Vào tháng 9 năm 2012, Friends with Better Lives được xuất hiện trong phần ứng cử phát triển của đài CBS. Vào ngày 22 tháng 1 năm 2013, CBS đặt trước tập đầu tiên do Dana Klein biên kịch và được James Burrows đạo diễn.
Thông báo tuyển chọn diễn viên đã được bắt đầu vào tháng 2 năm 2013, với việc James Van Der Beek được tuyển chọn đầu tiên cho vai Will Stokes. Brooklyn Decker, Rick Donald, Kevin Connolly, Majandra Delfino và Zoe Lister-Jones lần lượt là những diễn viên xác nhận tham gia loạt phim này.
Ngày 12 tháng 5 năm 2013, CBS chọn phát sóng loạt phim này trong lịch chiếu năm 2013-14.

## Các tập phim
| Số tập | Tựa đề                  | Đạo diễn        | Biên kịch                           | Ngày công chiếu     | Mã sản xuất | Lượng người xem (theo triệu người) |
| --- | ----------------------- | --------------- | ----------------------------------- | ------------------- | ----------- | ---------------------------------- |
| 1 | "Tập phim mở đầu"       | James Burrows   | Dana Klein                          | 31 tháng 3 năm 2014 | 1AWT79      | 12.63                              |
| Will tiết lộ cho các bạn mình -- gồm cặp đôi đã kết hôn Bobby và Andi, quý cô Kate vẫn còn độc thân và cặp đôi quyến rũ Jules và Lowell -- rằng anh và vợ của mình (Smith Cho) đã chính thức li hôn. Sau đó, Jules và Lowell công bố việc đính hôn của họ, điều khiến Kate tức tối. Các bạn của Kate sau đó giúp cô bớt kén chọn đàn ông quá mức.                                                                            |                         |                 |                                     |                     |             |                                    |
| 2 | "Window Pain"           | Todd Holland    | Adam Chase                          | 14 tháng 4 năm 2014 | 1AWT02      | 9.69                               |
| Kate giúp Will quên đi tình cũ khi dắt anh đến một hộp đêm. Cuối cùng, họ trở về nhà cùng một cô gái mong muốn tình tay ba cùng với anh và Kate. Trong lúc đó, việc mang thai lần thứ hai của Andi phát triển thành giai đoạn tình cảm mới, khiến Bobby mệt lử. |                         |                 |                                     |                     |             |                                    |
| 3 | "Game Sext Match"       | Fred Savage     | Justin Nowell                       | 21 tháng 4 năm 2014 | 1AWT06      | 7.41                               |
| Bobby miễn cưỡng cùng Lowell tham gia một giải đấu quần vợt không chuyên. Cả hai đều sắp giành chiến thắng cho đến khi hai thành viên trung niên khác đến từ chỗ làm của Bobby (Stephen Tobolowsky và George Wyner) hăm dọa anh để hòng chiến thắng. Trong lúc đó, để chứng tỏ cho các bạn mình thấy mình không quá dè dặt, Will tham gia một vụ nhắn tin ảnh với cô bạn mà anh chỉ từng hẹn hò qua một lần.                 |                         |                 |                                     |                     |             |                                    |
| 4 | "Pros and Cons"         | Fred Savage     | Kate VanDevender                    | 28 tháng 4 năm 2014 | 1AWT04      | 7.11                               |
| Kate qua đêm cùng Randy (Nick Zano), người mà cô cứ tưởng là bạn hẹn của mình, nhưng hóa ra lại là một gã trai bao. Trong lúc đó, Bobby và Will cố gắng đuổi một con chuột mà họ phát hiện trong nhà của mình. |                         |                 |                                     |                     |             |                                    |
| 5 | "The Bicycle Thieves"   | Fred Savage     | Michael Markowitz                   | 5 tháng 5 năm 2014  | 1AWT05      | 6.92                               |
| Nhằm cố gắng chứng tỏ tửu lượng như Lowell, Bobby và Will đều đi chơi cùng với anh. Sáng hôm sau khi tỉnh dậy, họ nhận ra mình đã trộm những chiếc xe đạp của cảnh sát trong lúc say. Kate bực bội vì một nhân viên thanh toán (Jonathan Slavin) đối xử đặc biệt đến Jules, trong khi Andi lại buồn bực khi biết được Bobby lại luôn được khám cho các cô nàng nóng bỏng của tạp chí Playboy.                                |                         |                 |                                     |                     |             |                                    |
| 6 | "Yummy Mummy"           | Victor Gonzalez | Nastaran Dibai                      | 12 tháng 5 năm 2014 | 1AWT07      | 6.81                               |
| Kate nghĩ mình tìm ra được một anh chàng hoàn hảo, cho đến khi biết được anh ta có một cô con gái đã 23 tuổi. Trong khi Kate đang kết thân cùng cô bé, Will cũng bắt đầu nảy sinh cảm tình và hẹn hò cùng cô. Trong lúc đó, Andi nghĩ một anh chàng trong hội nuôi dạy trẻ em (Kyle Howard) có cảm tình với cô và cả bọn tìm thấy đoạn băng làm tình hồi tuần trăng mật của Bobby and Andi.                                  |                         |                 |                                     |                     |             |                                    |
| 7 | "Cyrano de Trainer-Zac" | Fred Savage     | Michael Markowitz                   | 19 tháng 5 năm 2014 | 1AWT08      | 5.13                               |
| Kate qua đêm cùng huấn luyện viên của Will, Zac (Hayes MacArthur) và sau đó than phiền với cả bọn rằng chuyện đó rất tệ. Cô nhắn tin chia tay cùng Zac, nhưng Will đã lật đổ tình thế. Bobby và Andi phải tìm một người trông trẻ và Lowell thuyết phục Jules mặc chiếc váy cưới của bà cố của anh để lại trong ngày cưới của cả hai.                                                                                        |                         |                 |                                     |                     |             |                                    |
| 8 | "Something New"         | Phill Lewis     | Michael Markowitz and Justin Nowell | 26 tháng 5 năm 2014 | 1AWT09      | 5.31                               |
| Cả bọn đến dự lễ cưới của một người bạn của Kate. Kate sau đó gặp được một anh chàng độc thân quyến rũ (Mark Feuerstein), Will gặp một người phụ nữ đứng tuổi mà anh đã qua đêm cùng lúc say vài đêm trước. Trong lúc đó, Lowell làm Jules bất ngờ bằng một chuyến du lịch tới Ấn Độ, nhưng cô lại nổi giận vì họ đáng lẽ phải dành dụm số tiền đó cho đám cưới của cả hai. Andi sau đó đã hạ sinh một bé gái tại bệnh viện. |                         |                 |                                     |                     |             |                                    |

### Những tập còn lại chưa ấn định ngày phát sóng
| Mã tập phim | Tựa đề                 |
| ----------- | ---------------------- |
| 103         | "Deceivers"            |
| 110         | "No More Mr. Nice Guy" |
| 111         | "The Lost and Hound"   |
| 112         | "Imposters"            |